# Moor Park (casa)

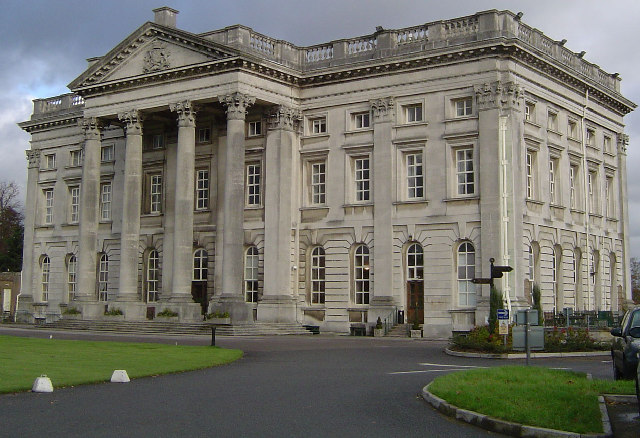
Moor Park.

Moor Park é uma mansão localizada dentro de várias centenas de hectares de parque a sudeste de Rickmansworth em Hertfordshire, Inglaterra. Chama-se Moor Park Mansion porque se encontra no antigo parque do Manor of More. Agora serve como sede do clube de golfe Moor Park.
A casa está listada como Grau I na Lista do Patrimônio Nacional da Inglaterra, e o parque paisagístico está listado como Grau II * no Registro de Parques e Jardins Históricos.